# Andrea Petagna
Andrea Petagna (Triëst, 30 juni 1995) is een Italiaans voetballer die doorgaans als aanvaller speelt. Hij verruilde SPAL in januari 2020 Napoli. Petagna debuteerde in 2017 in het Italiaans voetbalelftal.

## Clubcarrière
Petagna startte met voetballen bij AC Milan. Hij debuteerde op 4 december 2012 in de groepsfase van de UEFA Champions League tegen het Russische FK Zenit Sint-Petersburg. AC Milan verloor de wedstrijd met 0-1, maar was reeds gekwalificeerd voor de knock-outronde. Op 24 augustus 2013 debuteerde hij op de openingsspeeldag van het seizoen 2013/14 in de Serie A, als invaller tegen Hellas Verona. AC Milan verloor met 2-1. Veel speelde hij echter niet bij de Milanezen, Petagna werd vooral verhuurd, achtereenvolgens aan UC Sampdoria, US Latina Calcio, Vincenza Calcio en Ascoli Calcio 1898. Atalanta Bergamo zag in 2016 potentie in Petagna en trok hem aan. Hij maakte het seizoen echter wel op huurbasis af bij Ascoli. In 2018 werd Petagna verhuurd aan SPAL, waar hij na de verhuurperiode, in juli 2019, ook definitief naar zou overstappen. Bij SPAL maakte hij grote indruk en in januari 2020 tekende Petagna daarop een contract bij SSC Napoli. Hij maakte het seizoen op huurbasis af bij SPAL.

## Interlandcarrière
Petagna kwam uit voor diverse Italiaanse jeugdelftallen. Op 24 april 2013 debuteerde hij in Italië -19. Onder leiding van bondscoach Giampiero Ventura maakte Petagna zijn debuut voor de Italiaanse nationale ploeg op dinsdag 28 maart 2017, toen de Squadra Azzurra in een vriendschappelijke wedstrijd in de Amsterdam Arena met 2–1 won van Nederland. Hij viel in de 69ste minuut in voor aanvaller Éder. Andere debutanten voor Italië in die wedstrijd waren Danilo D'Ambrosio, Leonardo Spinazzola, Roberto Gagliardini en Simone Verdi (Bologna).
| Interlands van Andrea Petagna voor Italië | Interlands van Andrea Petagna voor Italië | Interlands van Andrea Petagna voor Italië | Interlands van Andrea Petagna voor Italië | Interlands van Andrea Petagna voor Italië | Interlands van Andrea Petagna voor Italië |
| №                                         | Datum                                     | Wedstrijd                                 | Uitslag                                   | Competitie                                | Goals                                     |
| Als speler bij Atalanta Bergamo           | Als speler bij Atalanta Bergamo           | Als speler bij Atalanta Bergamo           | Als speler bij Atalanta Bergamo           | Als speler bij Atalanta Bergamo           | Als speler bij Atalanta Bergamo           |
| ----------------------------------------- | ----------------------------------------- | ----------------------------------------- | ----------------------------------------- | ----------------------------------------- | ----------------------------------------- |
| 1                                         | 28 maart 2017                             | Nederland – Italië                        | 1 – 2                                     | Vriendschappelijk                         |                                           |

1 Meret ·
4 Buongiorno ·
5 Jesus ·
6 Gilmour ·
7 Neres ·
8 McTominay ·
11 Lukaku ·
12 Turi ·
13 Rrahmani ·
14 Contini ·
15 Billing ·
16 Marín ·
17 Olivera ·
18 Simeone ·
21 Politano ·
22 Di Lorenzo  ·
26 Ngonge ·
29 Hasa ·
30 Mazzocchi ·
37 Spinazzola ·
68 Lobotka ·
81 Raspadori ·
96 Scuffet ·
99 Zambo Anguissa ·
Coach: Conte